# Henri Gillet
Henri Antoine Gillet (né le 8 juillet 1953 à Tanger) est un mathématicien américain, spécialisé en géométrie arithmétique et en géométrie algébrique.

## Biographie
Gillet obtient en 1974 une licence au King's College de Londres et en 1978 un doctorat en mathématiques à l'Université Harvard, ce  dernier sous la direction de David Mumford avec une thèse intitulée Applications of Algebraic K-Theory to Intersection Theory (« Applications de la K-théorie algébrique à la théorie des intersections »). En tant que postdoctorant, il est instructeur puis, à partir de 1981, professeur assistant à l'université de Princeton. Il devient en 1984 professeur assistant, en 1986 professeur associé et en 1988 professeur titulaire à l'université de l'Illinois à Chicago, où il est également de 1996 à 2001 directeur du département de mathématiques, de statistiques et d'informatique. Il a été chercheur invité au Tata Institute of Fundamental Research (2006), à l'Institute for Advanced Study (1987), à l'IHES (1985, 1986, 1988), à Barcelone, au Institut Fields de Toronto et à l'Institut Isaac-Newton (1998).

## Recherche
Les recherches de Gillet portent sur la géométrie différentielle, la géométrie algébrique et arithmétique, en particulier  théorie d'Arakelov et la K-théorie algébrique. Il a collaboré avec Christophe Soulé et Jean-Michel Bismut. Gillet et Soulé ont prouvé en 1992 un théorème arithmétique de Riemann-Roch.

## Distinctions
Gillet a été en 2008 Senior Fellow au Clay Mathematics Institute et, de 1986 à 1989, Sloan Fellow. Il a été conférencier  au Congrès international des mathématiciens à Kyōto en 1990 avec une communication intitulée A Riemann-Roch theorem in arithmetic geometry. Gillet a été de 1994 à 1999 un membre du comité de rédaction de l'American Journal of Mathematics, de 1995 à 1998 des International Mathematics Research Notices et de 2003 à 2007 de l'Illinois Journal of Mathematics.

## Publications (sélection)
- Henri Gillet et Christophe Soulé, « Direct images of Hermitian holomorphic bundles », Bulletin of the American Mathematical Society, vol. 15, no 2,‎ 1986, p. 209–212 (DOI 10.1090/S0273-0979-1986-15476-5, lire en ligne, consulté le 24 décembre 2024)

- Jean-Michel Bismut, Henri Gillet et Christophe Soulé, « Analytic torsion and holomorphic determinant bundles I. Bott-Chern forms and analytic torsion », Communications in Mathematical Physics, vol. 115, no 1,‎ mars 1988, p. 49–78 (DOI 10.1007/BF01238853, lire en ligne) — p. 79–126 DOI 10.1007/BF01238854 et 301–351 DOI 10.1007/BF01466774

- Henri Gillet et Christophe Soulé, « Arithmetic intersection theory », Publications mathématiques de l'IHÉS, vol. 72, no 1,‎ décembre 1990, p. 94–174 (DOI 10.1007/BF02699132, lire en ligne, consulté le 26 décembre 2024)

- Jean-Michel Bismut, Henri Gillet et Christophe Soulé, « Complex Immersions and Arakelov Geometry », dans Pierre Cartier et al, Grothendieck Festschrift, vol. 1, 1990,, Birkhäuser Boston, 2007 (ISBN 978-0-8176-4566-3, DOI 10.1007/978-0-8176-4574-8_8, lire en ligne), p. 249–331
- Henri Gillet et Christophe Soulé, « An arithmetic Riemann-Roch theorem », Inventiones Mathematicae, vol. 110, no 1,‎ décembre 1992, p. 473–543 (lire en ligne, consulté le 26 décembre 2024)

- Henri Gillet, « K-theory and intersection theory », dans Eric M. Friedlander et Daniel R. Grayson (éditeurs), Handbook of K-theory, Springer, 2005 (ISBN 978-3-540-23019-9, DOI 10.1007/978-3-540-27855-9_7), p. 235-393